# 平宗実
平 宗実（たいら の むねざね）は、平安時代末期から鎌倉時代初期？にかけての武将。平重盛の七男。『吾妻鏡』では末子とされる。平清盛の孫。

## 生涯
嘉応元年（1170年）、3歳で左大臣・藤原経宗の猶子となる。治承2年（1178年）に土佐守となる。翌治承3年（1179年）11月、常陸介に転じる。
『尊卑分脈』や『平家物語』「六代被斬」によれば、藤原姓に改姓したとされるが、治承3年の『玉葉』『山槐記』によれば、平姓のままで改姓はしていない。寿永2年（1183年）7月の平家の都落ちには加わらなかったが、『平家物語』によれば、平家滅亡後は家から追われ、東大寺で出家した後、鎌倉へ送られる道中で断食死したとされる。また許されたのち高野山に上り、のちに鎌倉に呼び出された道中で断食死したとされるなど、諸本によって詳細が異なる。
一方、鎌倉幕府の記録『吾妻鏡』文治元年（1185年）12月17日・26日条によれば、平家滅亡後に北条時政の手勢に捕らえられたが、猶父・経宗が源頼朝に宗実の助命と身柄の引き渡しを求めて認められたという。
現在、子孫を称する家もあり、鎌倉時代に北条得宗家の代官として関東から宮崎南部へ地頭職として下向した野邉氏は、平宗実の末裔を称し、南朝方功臣家として活躍した野辺盛忠や｢日向太守藤原朝臣｣を称し、日明貿易を行った盛久は、この嫡流に当たる。現当主家は鹿児島県在住。28代盛栄は男爵位を授与されるも後に返上。29代盛孝は大正年間に近衛師団勤務。32代盛雅は公立学校校長等を歴任。